# The Secrets of Atlantis : L'Héritage sacré
The Secrets of Atlantis : L'Héritage sacré (en anglais The Secrets of Atlantis: The Sacred Legacy ou simplement The Secrets of Atlantis) est un jeu vidéo d'aventure développé par Atlantis Interactive Entertainment et distribué par Nobilis en 2006. C'est le cinquième opus de la série des jeux Atlantis, dont les précédents opus étaient Atlantis : Secrets d'un monde oublié (1997), Atlantis II (1999), Atlantis III : Le Nouveau Monde (2001) et Atlantis Evolution (2004). C'est le dernier jeu en date de la série.

## Synopsis
L'histoire du jeu commence en 1937. Howard Brooks, ingénieur en aéronautique, se trouve à bord du zeppelin Hindenburg, à destination de New York, lorsque le dirigeable est attaqué par les membres d'une secte occulte. Howard Brooks ne tarde pas à découvrir que la secte convoite les secrets de l'ancienne Atlantide, secrets dont il découvre être l'héritier. Brooks doit élucider l'affaire avec à ses trousses les adeptes de la secte. Au cours de l'aventure, il voyage dans différents pays du monde et se trouve transporté dans des sites tels que Macao, l'Inde, la Mésopotamie ou l'Empire State Building à New York.

## Principe du jeu
Le principe du jeu est similaire à celui des autres jeux de la série : le joueur évolue dans des environnements en 3D précalculés, et doit dialoguer avec les personnages, trouver des objets et résoudre des énigmes pour progresser dans l'intrigue. Tout comme ceux d’Atlantis Evolution, les graphismes du jeu ne recherchent pas le réalisme mais adoptent un style de bande dessinée dans la lignée des aventures pulp ou des Indiana Jones. Le logo du jeu met en avant ce changement de ligne graphique, en s'écartant du logo utilisé pour les précédents titres de la série.

## Musique
La musique du jeu a été composée par Stéphane Brand.

## Accueil
- Adventure Gamers : 4/5[2]

## Développement
Tout comme Atlantis Evolution, The Secrets of Atlantis : L'Héritage sacré a été développé par le studio français Atlantis Interactive Entertainment, composé de l'ancienne équipe de Cryo Interactive, qui avait réalisé les trois premiers Atlantis. Pendant son développement, le jeu était connu sous le titre provisoire Atlantis V.